# Dây máu gà
Dây máu gà hay kê huyết đằng, mát mạng, thàn mát mạng (danh pháp khoa học: Wisteriopsis reticulata) là một loài thực vật có hoa trong họ Đậu. Tên gọi trong tiếng Trung của nó là 网络鸡血藤 (võng lạc kê huyết đằng), nghĩa là dây máu gà mạng lưới.

## Lịch sử phân loại
Loài này được George Bentham mô tả khoa học đầu tiên năm 1852 dưới danh pháp Millettia reticulata. Năm 1994, Anne M. Schot chuyển nó sang chi Callerya với danh pháp Callerya reticulata. Năm 2019, James A. Compton và Brian D. Schrire thiết lập chi Wisteriopsis và chuyển nó sang chi này.

## Mẫu định danh
- Nguyên chủng: R.Fortune A95 (K000881030: lectotype và K000881031: isolectotype), lưu giữ tại Vườn Thực vật Hoàng gia tại Kew (K); P02141772, P02141773 và P02141774 (tất cả là isolectotype), lưu giữ tại Bảo tàng Lịch sử Tự nhiên Pháp ở Paris (P); M0233437 (isolectotype), lưu giữ tại Bộ sưu tập Lịch sử Tự nhiên bang Bayern ở München (M).[1]
- Var. stenophylla:[1]
  - Holotype: F.C.How 70826 “29 tháng 5 năm 1933, Longzhou, Licai, cao độ 800 ft. dây leo trên đá mọc quấn trên cây bụi, hoa đỏ ánh tía thơm”, thu thập tại Nhai Châu, Hải Nam Trung Quốc; IBSC000909, lưu giữ tại Vườn Thực vật Hoa Nam ở Quảng Châu (IBSC).
  - Isotype: F.C.How 70826; US02324730 tại Viện Smithsonian (US); P02754288 tại Bảo tàng Lịch sử Tự nhiên Pháp ở Paris (P); Đại học Trung Sơn ở Quảng Châu (SYS); NAS00391016 tại Viện Thực vật học, tỉnh Giang Tô và Viện Hàn lâm Khoa học Trung Quốc ở Nam Kinh (NAS); IBK00073921 tại Viện Thực vật học Quảng Tây ở Quế Lâm (IBK).
  - Paratype: F.C.How 73744 “thu thập ở cao độ 1.200 ft. dọc suối, mọc quấn, ngày 26 tháng 9 năm 1935”, Bảo Đình, Hải Nam, Trung Quốc; A00063957 tại Đại học Harvard (A).

## Phân bố
Loài này có ở Đài Loan, Trung Quốc (các tỉnh An Huy, Chiết Giang, Giang Tây, Giang Tô, Hải Nam, Hồ Bắc, Hồ Nam, Phúc Kiến, Quảng Đông, Quảng Tây, Quý Châu, nam Thiểm Tây, Tứ Xuyên, Vân Nam), miền bắc Việt Nam. Du nhập vào Nhật Bản và Hoa Kỳ (Florida). Môi trường sống là các bụi cây trên sườn dốc hay trong thung lũng, các bụi cây ven suối; cao độ 100-1.200 m.

## Mô tả
Dây leo, 2-10 m. Thân mập, nhiều cành, có gờ mỏng, lông tơ màu nâu sau nhẵn nhụi. Lá 5 hoặc 7 hoặc 9 lá chét; trục cuống lá 10-20 cm, gồm cả cuống lá 2-5 cm; phiến lá chét hình trứng-hình elip, thuôn dài, thẳng hoặc hình mác hẹp, (3-)5-6(-8) × (0,5-)1,5-4 cm, dạng giấy, nhẵn nhụi cả hai mặt hoặc hiếm khi thưa lông tơ mịn, đáy thuôn tròn, thon nhỏ hoặc hình nêm, đỉnh tù, nhọn tho hoặc rộng đầu. Chùy hoa đầu cành hoặc nách lá gần đỉnh các cành, 10-20 cm, thường rủ xuống, lông tơ màu nâu; các cành mang hoa ken dày đặc. Cuống hoa 3-5 mm. Hoa 1,3-1,7 mm. Đài hoa 3-4 × ~5 mm, sau nhẵn nhụi; các răng ngắn, mép có lông rung màu vàng. Tràng hoa tía; cánh cờ hình trứng-thuôn dài, nhẵn nhụi, không có thể chai ở đáy, đáy có vuốt ngắn. Bầu nhụy nhẵn nhụi, nhiều noãn. Quả đậu chuyển màu đen khi khô, thẳng, ~15 × 1-1,5 cm, phẳng, dạng da mỏng; đường ráp không dày lên. Hạt 3-6 mỗi quả, màu đen, thuôn dài, ~11 × 7 mm. Ra hoa tháng 4-8, tạo quả tháng 6-11.

## Các chủng
Compton et al. (2019) ghi nhận các chủng sau:
- Wisteriopsis reticulata var. reticulata (nguyên chủng): Ghi nhận rộng khắp khu vực phân bố đề cập trên đây. Phiến lá chét hình trứng-hình elip tới thuôn dài, 5-6(-8) × 1,5-4 cm, đáy thuôn tròn. 2n = 48. Môi trường sống là các bụi cây trên sườn dốc hoặc trong thung lũng; cao độ 100-1.000 m.[7]
- Wisteriopsis reticulata var. stenophylla (Merr. & Chun) J.Compton & Schrire, 2019 (đồng nghĩa: Callerya reticulata var. stenophylla, Millettia reticulata var. stenophylla): Tên tiếng Trung: 线叶鸡血藤 (tuyến diệp kê huyết đằng, nghĩa là dây máu gà lá thẳng). Chỉ ghi nhận ở những nơi thông thoáng trong rừng nhiệt đới, ven suối, ở cao độ 200-1.200 m trên đảo Hải Nam. Phiến lá chét thẳng tới hình mác hẹp, (3-)3,5-5 × 0,5-1,2 cm, đáy thon nhỏ thành hình nêm.[8]